# Лоуренс Стівенс
Ло́уренс Сті́венс (англ. Lawrence Stevens нар. 25 лютого 1913 — пом. 17 серпня 1989)  — південноафриканський боксер, Олімпійський чемпіон з боксу у легкій вазі (1932).

## Біографія
Народився 25 лютого 1913 року в місті Йоганнесбурзі, провінція Ґаутенг, Південно-Африканський Союз.
У 1930 році в канадському Гамільтоні на Іграх Британської імперії став чемпіоном у напівлегкій вазі, отримавши золоту медаль.
Брав участь в боксерському турнірі на XII літніх Олімпійських іграх 1932 року в Лос-Анжелесі (США). У легкій вазі почергово переміг:
- Хосе Паділла (Філіппіни);
- Франца Картца (Німеччина);
- Маріо Бьянчині (Італія)

У фінальному двобої переміг Тура Елквіста (Швеція).
Після закінчення Олімпійських ігор перейшов до професійного боксу, де провів 42 поєдинки, з яких в 39 отримав перемогу, 2 програв і 1 закінчив у нічию.
Помер 17 серпня 1989 року в Дурбані, провінція Квазулу-Наталь.